# Tipella Indian Reserve 7
Tipella Indian Reserve 7 är ett reservat i Kanada.   Det ligger i provinsen British Columbia, i den södra delen av landet, 3 500 km väster om huvudstaden Ottawa.
I omgivningarna runt Tipella Indian Reserve 7 växer i huvudsak barrskog. Trakten runt Tipella Indian Reserve 7 är nära nog obefolkad, med mindre än två invånare per kvadratkilometer.